# Tous les mêmes
"Tous les mêmes" (em francês: "[Eles são] Todos iguais") é uma canção escrita, produzida e interpretada pelo cantor belga Stromae, lançada em 16 de agosto de 2013. A canção alcançou o número um nas paradas musicais da Bélgica e da França. É uma das canções mais conhecidas do cantor.

## Significado e videoclipe
O videoclipe, dirigido por Henry Scholfield, foi lançado no YouTube em 18 de dezembro de 2013 e apresenta Stromae parcialmente vestido de mulher. A canção mostra a vida de Stromae como uma mulher, irritada como ela está com a atitude dos homens e o que eles fazem. Ao longo do vídeo, Stromae retrata vários comentários estereotipados que as mulheres fazem sobre os homens, acompanhados pelas dicas não verbais que os outros personagens do vídeo fazem. No entanto, quando ele muda para o outro lado que representa os homens, várias observações estereotipadas que os homens fazem sobre as mulheres e os relacionamentos também são expressas. Os efeitos de iluminação no vídeo (luz verde para Stromae masculino, luz rosa para Stromae feminino) auxiliam na interpretação da música. O vídeo recebeu mais de 446 milhões de visualizações em setembro de 2024.

## Gráficos nas paradas musicais
| Chart (2013–2013)                             | Posição de pico |
| --------------------------------------------- | --------------- |
| Bélgica (Ultratop 50 de Flandres)             | 4               |
| Belgium (Ultratop Flanders Urban)             | 2               |
| Bélgica (Ultratop 50 da Valônia)              | 1               |
| Comunidade dos Estados Independentes (Tophit) | 9               |
| República Checa (Rádio Top 100)               | 45              |
| República Checa (Singles Digitál Top 100)     | 88              |
| Dinamarca (Hitlisten)                         | 10              |
| França (SNEP)                                 | 1               |
| Hungria (Single Top 40)                       | 19              |
| Itália (FIMI)                                 | 5               |
| Países Baixos (Dutch Top 40)                  | 22              |
| Países Baixos (Single Top 100)                | 29              |
| Rússia (Tophit Airplay)                       | 13              |
| Suíça (Schweizer Hitparade)                   | 27              |
| Suíça (Media Control Romandy)                 | 5               |
| Ucrânia (Tophit Airplay)                      | 14              |

## Versões cover
Angelina cantou a música durante a final da temporada de 2017 do Voice Kids France, que ela ganhou.